# IC 4261
IC 4261 је лентикуларна галаксија у сазвјежђу Хидра која се налази на листи објеката дубоког неба у Индекс каталогу.
Деклинација објекта је - 28° 0' 23" а ректасцензија 13h 29m 47,6s. Привидна величина (магнитуда) објекта IC 4261 износи 13,5 а фотографска магнитуда 14,5. IC 4261 је још познат и под ознакама ESO 444-54, MCG -5-32-32, PGC 47392.